# (7625) Louisspohr
(7625) Louisspohr est un astéroïde de la ceinture principale.

## Description
(7625) Louisspohr est un astéroïde de la ceinture principale. Il fut découvert le 29 septembre 1973 à l'observatoire Palomar par Cornelis Johannes van Houten, Ingrid van Houten-Groeneveld et Tom Gehrels. Il présente une orbite caractérisée par un demi-grand axe de 2,80 UA, une excentricité de 0,24 et une inclinaison de 11,2° par rapport à l'écliptique.
Cet astéroïde est nommé en l'honneur du compositeur et violoniste allemand Louis Spohr (1784-1859).

## Compléments